# Звисло Михайло Васильович
Михайло Васильович Звисло (нар. 1910, місто Львів, Австро-Угорщина — 14 січня 1969, місто Львів, Львівська область) — український радянський діяч, новатор виробництва, робітник-дубильник головного підприємства Львівської шкіряної фірми «Світанок» Львівської області. Герой Соціалістичної Праці (9.06.1966). Депутат Львівської обласної ради народних депутатів 11-го скликання (у 1967—1969 роках).

## Біографія
Народився в родині робітника. У 1925 році закінчив початкову школу в місті Львові.
З 1927 по 1944 рік працював учнем слюсаря, слюсарем з ремонту паровозів на Львівській залізниці.
З серпня 1944 року — в Радянській армії. Учасник німецько-радянської війни. Служив номером міномета 3-ї батареї 331-го гвардійського артилерійського полку 128-ї гвардійської гірничо-стрілецької дивізії 4-го Українського фронту, воював на території Польщі, Угорщини та Чехословаччини. Після демобілізації повернувся до міста Львова.
У 1946 — січні 1969 року — робітник-дубильник головного підприємства Львівської шкіряної фірми «Світанок» Львівської області. Ініціатор передових методів виробництва. Член КПРС.

## Нагороди
- Герой Соціалістичної Праці (9.06.1966)
- орден Леніна (9.06.1966)
- медаль «За відвагу» (27.02.1945)
- медаль «За перемогу над Німеччиною у Великій Вітчизняній війні 1941—1945 рр.»